# Hulhuizen
Hulhuizen is een buurtschap in de Gelderse plaats Gendt. Het ligt in landstreek de Betuwe, en valt onder de gemeente Lingewaard. De buurtschap wordt omsloten door het dorp Doornenburg en de rivier de Waal.

## Geschiedenis

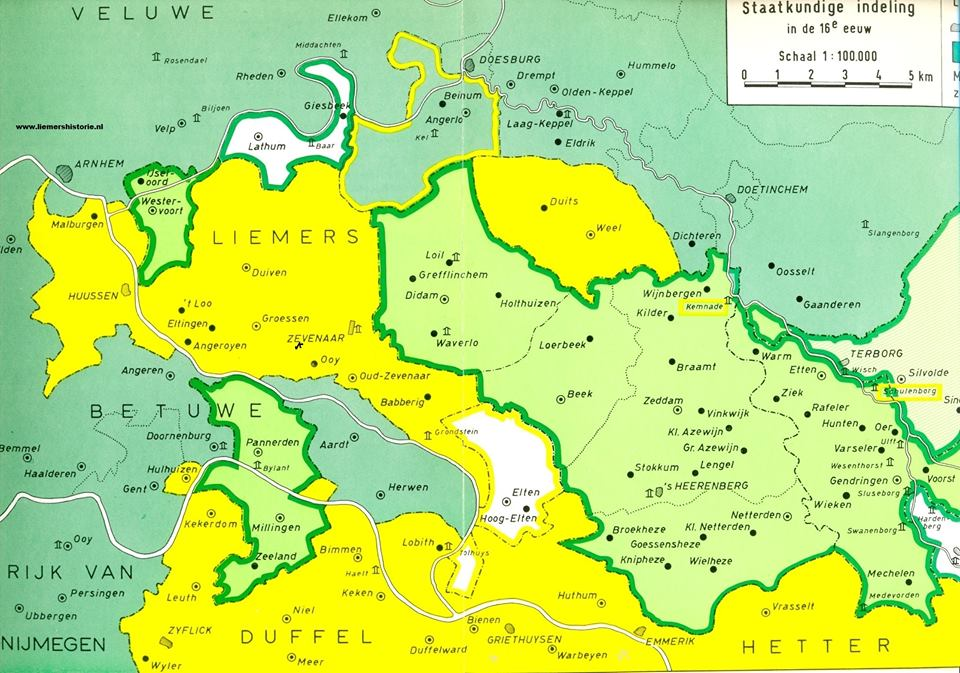
Historische kaart van Pruisische enclaves

Hulhuizen is niet altijd een buurtschap geweest. Op kaarten uit 1608 is Hulhuizen nog een compleet dorp met een kerk en een kasteel. In de loop van de 17e en 18e eeuw werd dit dorp echter door wijzigingen in de loop van de rivier steeds meer bedreigd. In 1707 is het tijdens hoogwater volledig verwoest. Ondanks de herbouw werd de nederzetting niet meer dan een gehucht. Hulhuizen behoorde net als een aantal andere gebieden in de regio (zoals Leuth, Kekerdom en Rijnwaarden) tot de Pruisische enclaves; deze werden na de onderhandelingen tijdens het Congres van Wenen op 1 maart 1817 overgedragen aan het Koninkrijk der Nederlanden.
In 1844 werd de katholieke kerk van Hulhuizen afgebroken. Er heeft jarenlang een processie plaatsgevonden die de Hulhuizer Omdracht werd genoemd. Op de plaats van het priesterkoor werd een kleine kapel gebouwd. Deze kapel is in 1961 gesloopt. Het oude altaar is nog wel te bezichtigen en bevindt zich op Camping Waalstrand. In 1998 en 1999 werd er een replica van de afgebroken kapel van Hulhuizen gebouwd. Deze huidige Mariakapel staat aan de Munnikhofsestraat. Rond 1900 vonden de bewoners van Hulhuizen hun bestaan hoofdzakelijk in de riviervisserij, er woonden indertijd ruim dertig riviervissers.
Hulhuizen heeft in de loop der eeuwen onder een Duits (Kleef en Pruisen), Frans en Nederlands bestuur gestaan. Na de overdracht aan het het Koninkrijk der Nederlanden in 1817 werd Hulhuizen ingedeeld bij de (voormalige) gemeente Gendt. Op 1 januari 2001 vormden de voormalige gemeentes Gendt, Huissen en Bemmel een nieuwe fusiegemeente: Lingewaard.

## Afbeeldingen

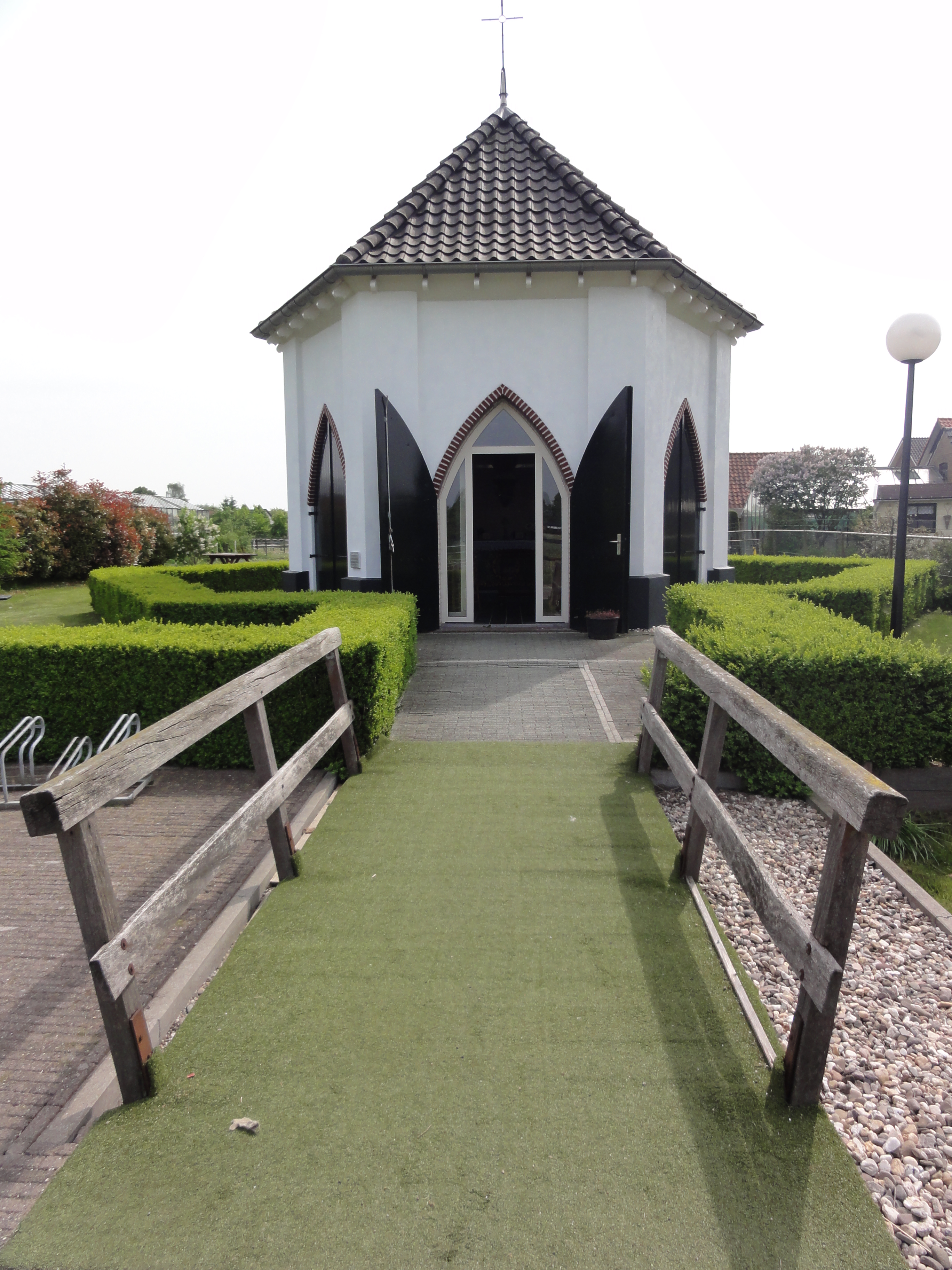
Mariakapel Hulhuizen (de huidige replica)
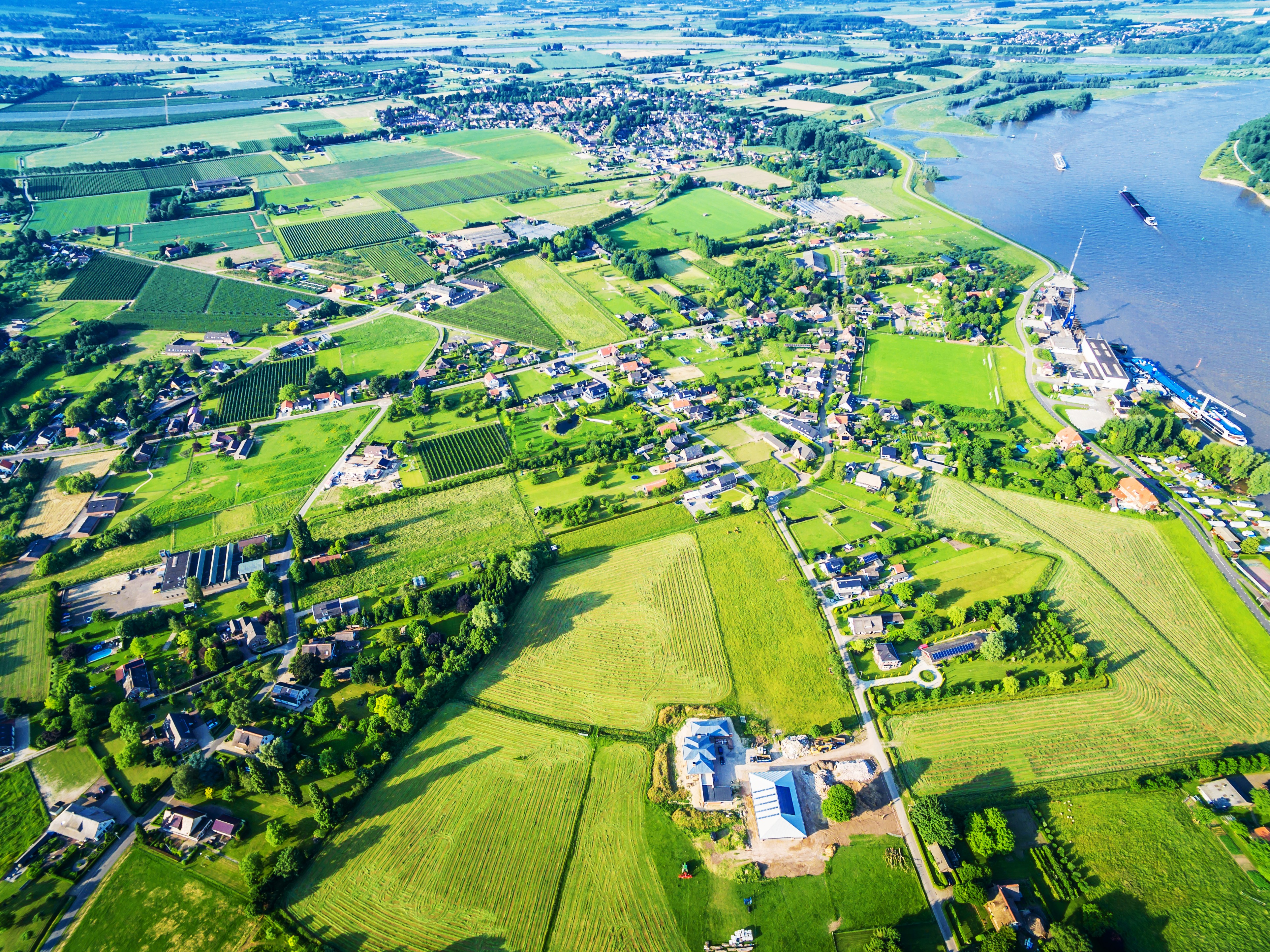
Een luchtfoto van Hulhuizen in 2016
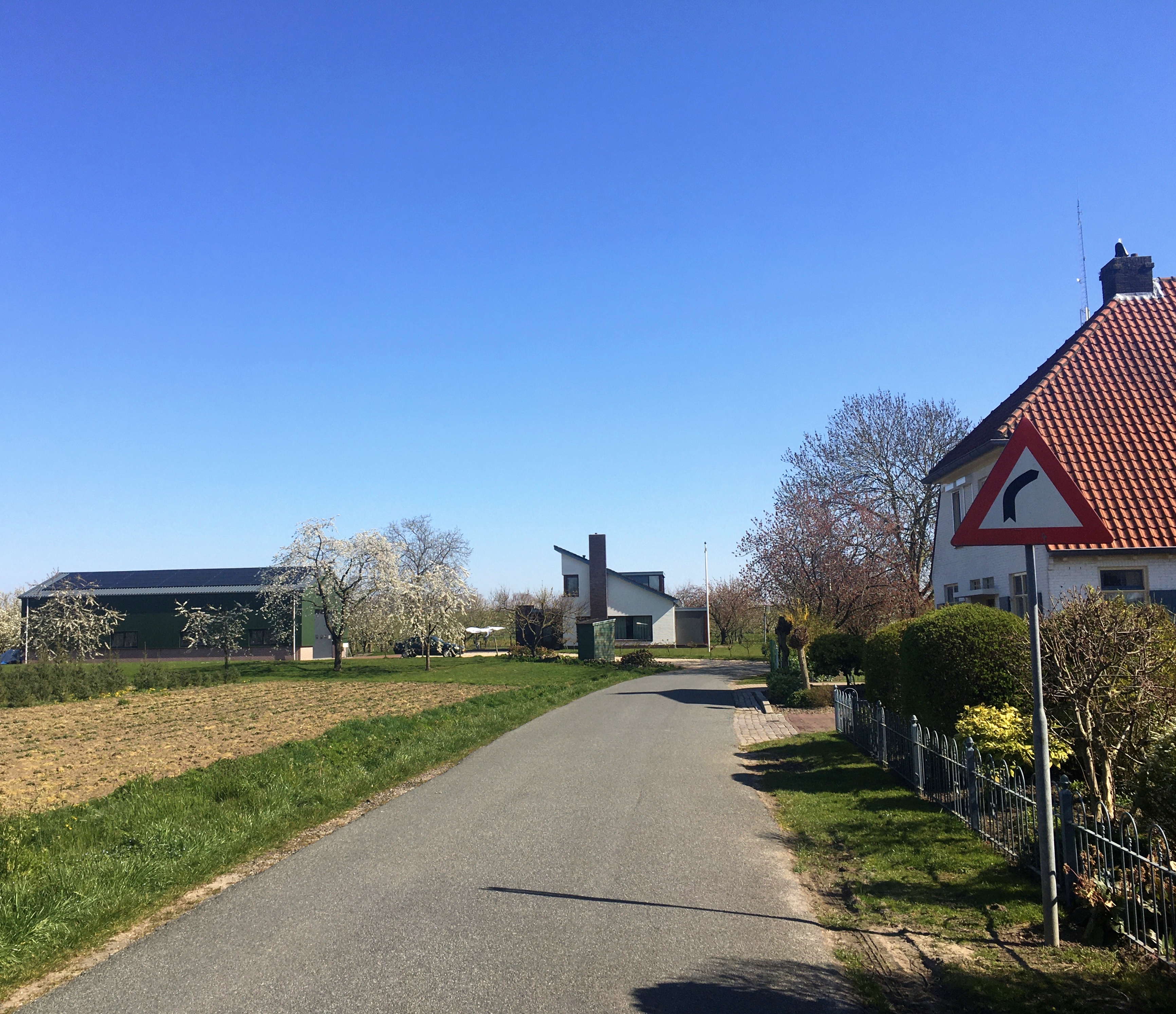
De Munnikhofsestraat (richting de dijk)
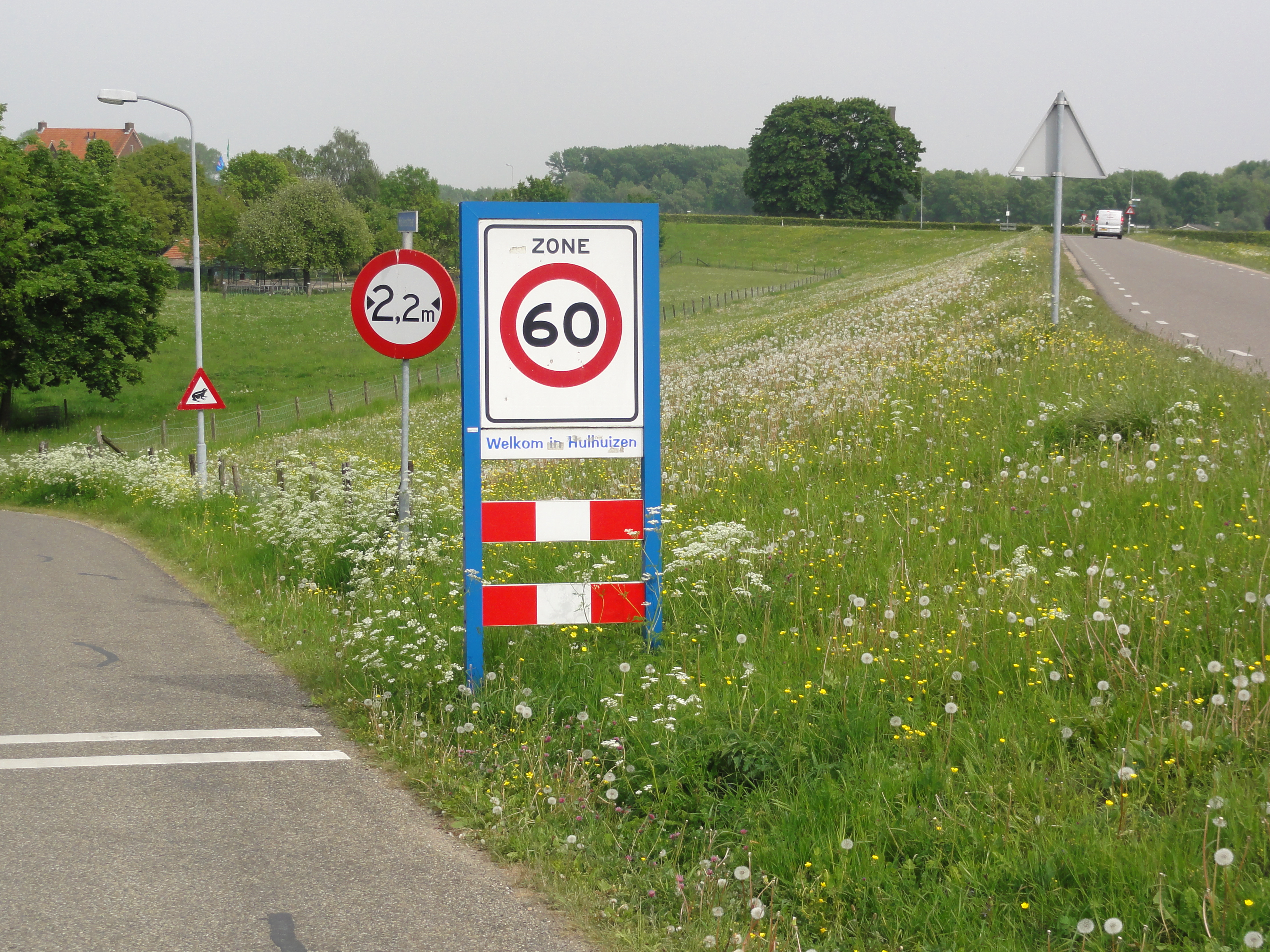
Welkomstbord van Hulhuizen aan de dijk

## Geboren
- Stephanus Meurkens (1813-1891), missionaris in Suriname